# Rhysogaster indica
Rhysogaster indica är en tvåvingeart som beskrevs av Evert I. Schlinger 1959. Rhysogaster indica ingår i släktet Rhysogaster och familjen kulflugor. Inga underarter finns listade i Catalogue of Life.